# Robert Pollard (Musiker)

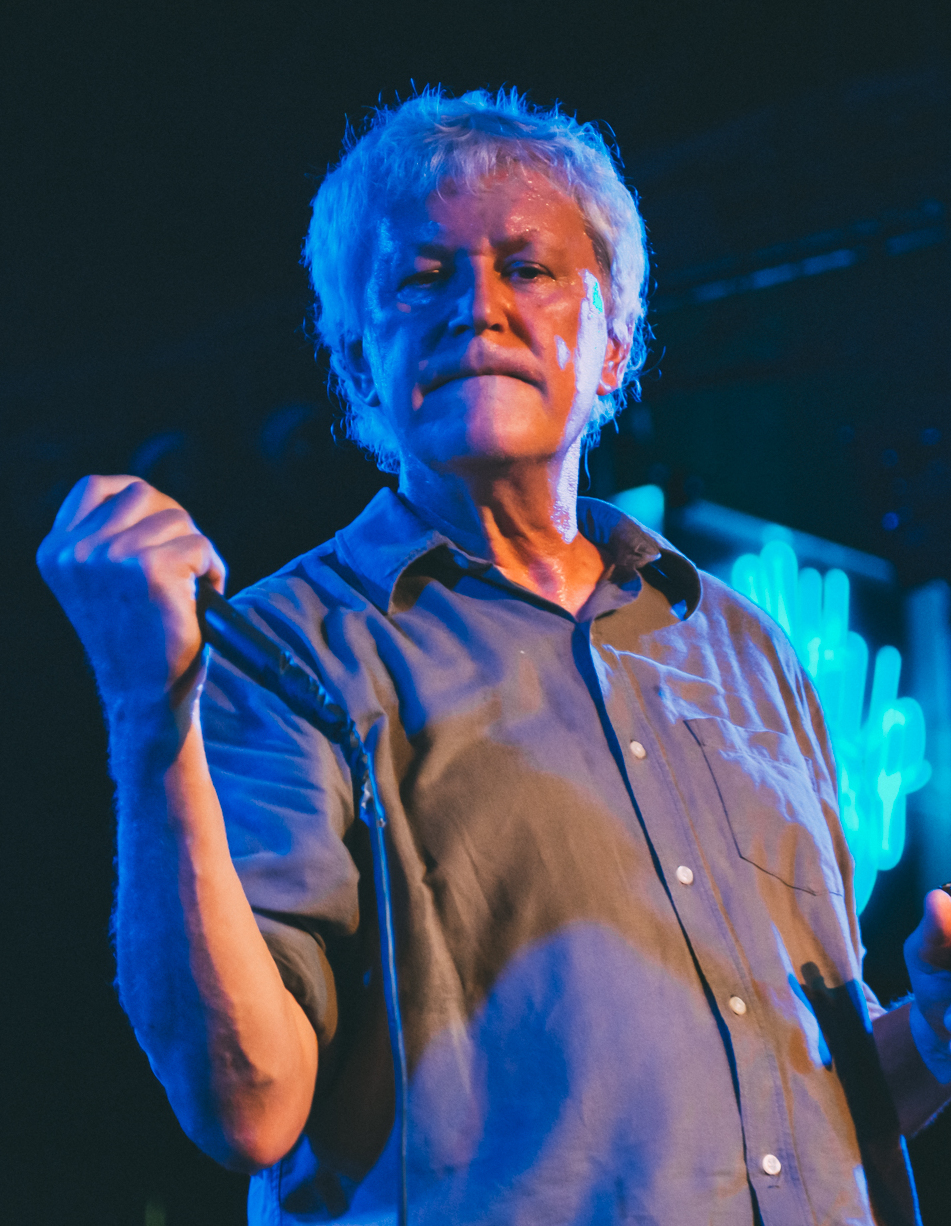
Robert Pollard (2014)

Robert „Bob“ Pollard (* 31. Oktober 1957 in Dayton, Ohio) ist ein US-amerikanischer Musiker. Er ist Gründer und Kopf der Indie-Rockband Guided by Voices (GbV).

## Leben
Nach Schulabschluss studierte Pollard an der Wright State University. Er arbeitete bis 1994 neben seiner Musikkarriere als High-School-Lehrer. Pollard hat zwei Kinder aus seiner ersten Ehe, die geschieden wurde. 2007 heiratete er erneut.

## Werk
Seine Band Guided by Voices gründete Pollard in den frühen Achtzigern.
Er veröffentlichte außerdem über 30 Soloalben und war außerdem meist federführend an über 20 weiteren Bandprojekten mit über 50 veröffentlichten Alben beteiligt. Von 1997 bis 2004 und von 2016 bis heute ist Doug Gillard (der außerdem seit 2010 auch aktives Bandmitglied bei Nada Surf ist) als Gitarrist konstantestes Mitglied von GbV und wirkt auch bei diversen Projekten von Robert Pollard mit.

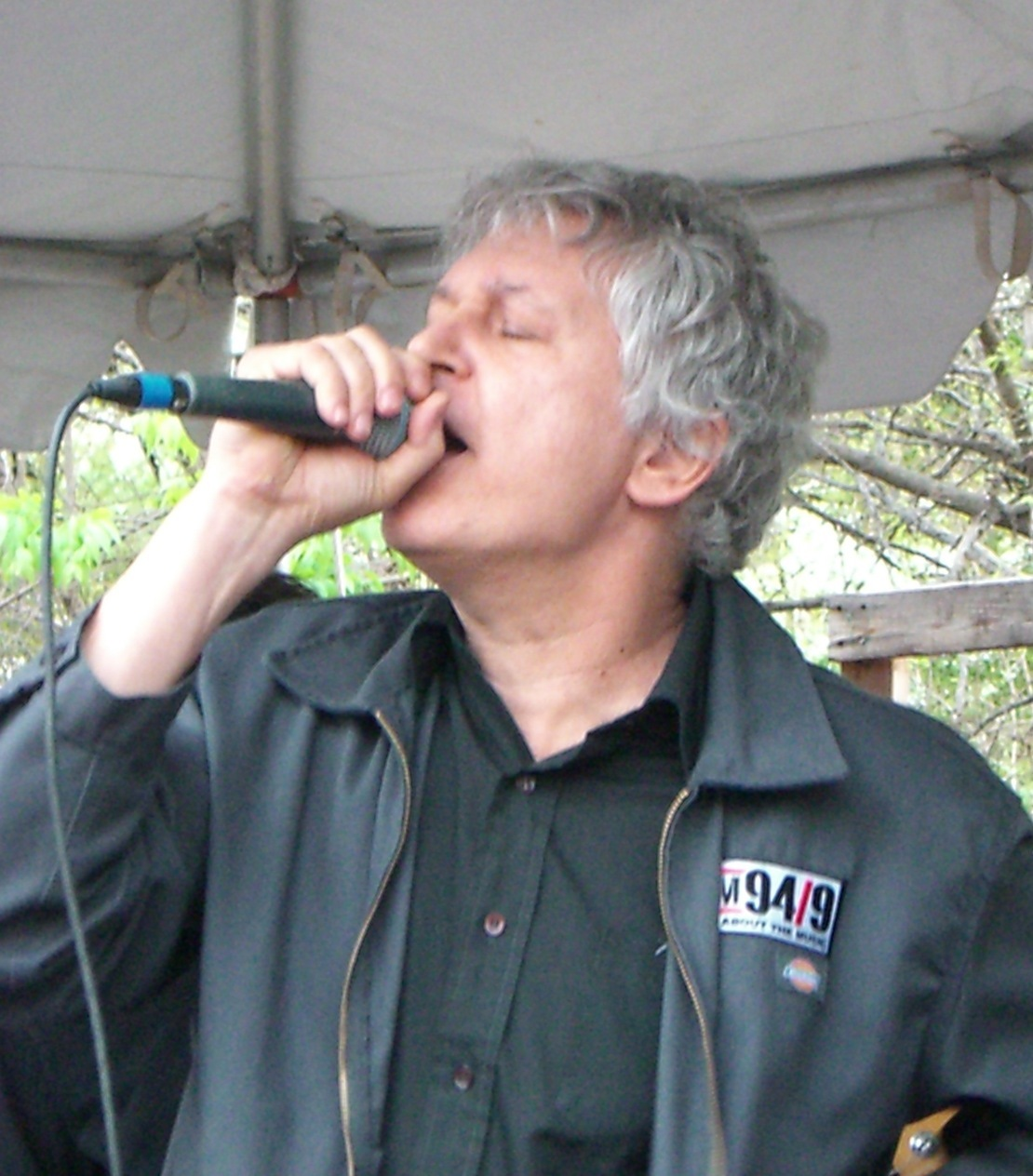
Robert Pollard (2006)

So auch bei den seit 2021 aktuellen „Cub Scout Bowling Pins“ mit der kompletten aktuellen GbV-Besetzung.
Benannt sind die Cub Scout Bowling Pins nach einer von 293 Bands, die bereits in einer „Suitcase 1–4“ benannten, jeweils 4 CDs mit je 25 Songs (insgesamt 16 CDs und 400 Songs) umfassenden, zwischen 2000 und 2015 veröffentlichten Sammlung von überwiegend älteren und oft experimentellen Aufnahmen auftaucht. Jeder Song wurde dort einer fiktiven Band zugeordnet.
Einige weitere Projekte Pollards bezogen ihre Bandnamen aus diesem Fundus, manche der Songs wurden in abgewandelter Form und mit teils anderen Titeln später auf GbV-Alben oder anderen Soloprojekten veröffentlicht.
Pollard hat mehr als 2.600 Songs geschrieben und komponiert und gilt damit als einer der weltweit produktivsten Songschreiber.
Neben seiner musikalischen Aktivität fertigt Pollard Collagen an, die bei sämtlichen GbV-Veröffentlichungen die Cover zieren. 2008 veröffentlichte der Fantagraphic-Verlag eine 130-seitige gebundene Sammlung von Pollards Werken. Sie wurden u. a. in mehreren Privatgalerien in Manhattan, im Studio Dante (New York) und der Rock and Roll Hall of Fame in Cleveland ausgestellt. Sie wurden in bisher 16 Bildbänden mit jeweils bis zu 238 Seiten und teilweise beigefügter anderweitig nicht erhältlicher EP bei Rockathon Records unter dem Titel EAT 1–16 veröffentlicht, ebenso eine Sammlung der Vorder- und Rückseite der Covers von Pollards 100 Studioalben mit dem Titel ROBERT POLLARD 100.